# Ruta 804 (Costa Rica)
La Ruta 804, oficialmente Ruta Nacional Terciaria 804, es una ruta nacional de Costa Rica ubicada en la provincia de Limón.

## Descripción
En la provincia de Limón, la ruta atraviesa el cantón de Siquirres (el distrito de Pacuarito), el cantón de Matina (el distrito de Batán).